# Dzierawy
Dzierawy [d͡ʑeˈravɨ] är en by i Powiat kolski i det polska vojvodskapet Storpolen. Dzierawy är beläget 4 kilometer nordväst om Koło och 116 kilometer öster om Poznań.
Dzierawy var åren 1975–1998 beläget i Konins vojvodskap.